# 闇の警視
『 闇の警視』 (やみのけいし) は、阿木慎太郎による日本のハード・サスペンス小説。
当初「極道狩り」シリーズとして、祥伝社ノン・ノベルより5作品が発表され後に文庫版では改題された。新たに刊行され、2011年現在、4作品ある新シリーズでは「闇の警視」シリーズとして統一され「極道狩りシリーズ」の表記は省かれている。著者は、執筆にするにあたり関係者に取材して構想をえているという。

## あらすじ
平成が始まって間もない頃、警視庁で極秘裡に進行していたプロジェクトに志村警視正は、かつての部下である岡崎竜一を選んだ。山谷で日雇い労働をする彼のもとに出向き非合法の活動によって暴力団どうしの抗争を演出し、それに巻き込まれた組織を壊滅にまで送り込む暴力団潰滅計画の実戦隊長としてスカウトする。同じく報酬の前科の抹消と金が目的の二人の前科者と警官、美人検事補とともに第4次作戦まで実行しチームは解散した。
それから15年後、ホームレスをしていた元公安の神木剛の前に稲垣元刑事が現れる……。

## 登場人物
岡崎竜一
主人公。正義感の強いキャリア警視だったが妻を殺され、復讐に上司の署長を殴り殺し殺人罪で刑期を務める。出所後は山谷で日雇い労働をしてその日ぐらしを送る。一撃で人を殴り殺せる武術の達人。チームの実戦隊長として仲間から絶大な信頼を寄せられ、幾度も死地を潜り抜けチーム解散後も夏樹と二人で第5次作戦を実行するがすでに末期がんに侵され余命幾ばくもない命だった。喀血し寝たきりの状態になるも有川が誘拐されたことを知ると病院を抜け出し敵のアジトに侵入、彼女の腕の中で息を引き取った。
松本
元公安警察官。尻尾切りに遭い、刑務所生活を余儀なくされた。盗聴のプロ。大柄な柔道の達人。第4次作戦で敵に捕らえられ拷問を受け死亡。
夏樹
一匹狼のヤクザ。全国各地の組を渡り歩き渡世の義理で鉄砲玉を務めた。チームではその名と人脈を生かし活躍。第5次作戦でターゲットを暗殺後、敵に捕らえられ拷問を受け惨殺される。
志村幸三
ノンキャリアの警視正。
稲垣
警視庁捜査4課の刑事。昔気質の初老の男で犯人を逮捕するまで追及をやめない。新シリーズでは警察を退職して有川涼子が主宰する人身売買の被害者救済NGOの職員をしている。
有川涼子
美貌の元検事補。自ら工作員に志願し幾度も敵に捕らえられ陵辱され麻薬を打たれるがかろうじて生還する。新シリーズでは、人身売買の被害者救済NGOを主宰していたが裏では、再び「極道狩り」チームを結成し新和平連合をターゲットにする。その後、かつての仲間に発覚し厳重注意を受けたために弁護士に転職した。
浦野
日本和平会会長。東大卒。政治家を手玉に取り頭脳と暴力で莫大な資産をきずいた。
白木健夫
同心会会長。国際派。有川涼子に一目惚れして病院にいた彼女を誘拐する。
神木剛
元公安警察官。岡崎の義兄。新シリーズの主人公。公安時代は凄腕だったが、某国に拉致された恋人を救い出すために職を辞し監視を逃れるためにホームレスをしていた。稲垣にスカウトされ有川たちの仲間となる。

## 暴力団
日本和平会（和平連合）
関東の広域暴力団。巨額の裏金で政財界と癒着している。組員2500人。資金源は民事介入暴力。海老原組との抗争では浦野会長の非凡な戦略で勝利しかけるが、会長を爆殺され幹部たちも逮捕されたことにより壊滅する。
海老原組
関東の広域暴力団。組員1万人。資金源は覚醒剤密売、偽ブランド品売買、ミカジメ料徴収、債権取立て。日本和平会との抗争で幹部のほとんどを暗殺され壊滅する。
河口組
関西の広域暴力団。全国制覇を目指している。
仁科会
西日本有数の歓楽街・所島町の地元最強の暴力団。独立系。資金源は風俗経営と覚醒剤密売
松坂組
広域暴力団河口組3時団体。都市再開発の利権を手に入れるために所島町に進出し仁科会と対立する。応援を呼ばず単独で戦うが苦戦する。
小宮山組
所島町の解散寸前の老舗弱小暴力団。
進藤会
日本有数の覚醒剤密輸港・伊浜島の地元暴力団。韓国からの密輪した覚醒剤を全国各地の組織に密売している。
同心会
台湾系暴力団。組員500人。神戸に本拠をおく。資金源は覚醒剤。
車田一家
広域暴力団。北海道から関東に進出。組員千人。資金源は覚醒剤。
新和平連合
関東の新興暴力団。和平連合の残党によって結成されたマフィアに近い集団。組員は300人だが複数の組織を系列化に置きその総数は一万人に達する。資金源の多くが合法的事業だが、裏では莫大な資産を受け継いだ浦野の実業家の息子から資金提供を受けている。カリスマ的な指導者の新田が服役してから組織が二派に分裂し、彼の死後、大抗争となる。

## 作品リスト
- 『闇の警視 最後の抗争』
- 『闇の警視 被弾』
- 『闇の警視 照準』